# 미츠이 아이카
미츠이 아이카(일본어: 光井 愛佳, 1993년 1월 12일 ~ )는 일본의 여성 아이돌 그룹인 전 모닝구무스메의 제8기 멤버이자 가수, 탤런트이다. 시가현 오쓰시 출신. 출생지는 효고현.

## 인물

### 성격·신체
- 애칭은 밋치 (표기법은《ミッツィー》,《みっつぃ》,《みっつぃ~》등).
- 화법이 상당히 나른하여, 층쿠♂가 “열소비량 62%”라고 코멘트하였다.
- 오디션 1차 심사에서는 하마사키 아유미의《BLUE BIRD》, 3차 심사에서는 모닝구무스메。의《ふるさと》, 스튜디오 최종 심사에서는 모닝구무스메。의《大阪 恋の歌》를 가창.
- 스스로 말하길, 긴장하면 웃어버린다고 한다.
- 요리가 특기이며 중학교 도시락을 직접 싸갔다.
- 목소리나 말투가 마츠우라 아야와 비슷하다는 말을 자주 듣는다.

### 취미·기호
- 좋아하는 음식은 매실장아찌와 딸기이며 싫어하는 것은 초콜릿이다.
- 동물을 좋아한다. 본가에 살 때 강아지를 길렀고, 상경 후에 또 다른 강아지를 기르고 있다. 외에는 호랑이(특히 백호)를 좋아해서, 호랑이 무늬가 그려진 옷을 자주 입는다.
- 특기는 마사지, 수영, 농구. 이전 공식 프로필에서는「특기 : 볼링」이었지만, 그것은 프로필을 작성할 때 모친의 권유로 당시에 빠져있던 볼링을 적어낸 것으로, 실제로 평균 스코어는 60점 정도이기 때문에 특기라고 할 수는 없다.
- 오디션 1차 심사에서는 하마사키 아유미의《BLUE BIRD》, 3차 심사에서는 모닝구무스메。의 《ふるさと》, 스튜디오 최종 심사에서는 모닝구무스메。의《大阪 恋の歌》를 가창.
- 좋아하는 남성 스타일은 다케우치 리키.

### 교우
- 친구 ℃-ute 하기와라 마이.쿠스미 코하루.하로프로젝트 멤버와 두루두루 친하다.

### 에피소드
- 8기 오디션을 보고 있었던 다나카 레이나와 스마이레지의 후쿠다 카논은 미츠이가 뽑힐 것으로 예상하고 있었다고 한다.
- 골다공증이 젊은 여성에서도 일어날 수 있다고 지적하는 기사에서 미츠이의 피로 골절이 한 예로 거론됐다.

## 약력
2006년
- 12월 10일, 모닝구무스메。HAPPY 8기 오디션에서 응모자 6883명 중에서 유일하게 합격. 킨키 지방에서 모닝구무스메。의 신멤버가 나온 것은 1997년의 나카자와 유코 (교토부 후쿠치야마시 출신) , 2000년의 카고 아이 (나라현 야마토타카다시 출신) 이래 6년 만이며 3명째이다(나카자와와 카고는 모두 현재 모닝구무스메。를 졸업).

2007년
- 1월 27일, 요코하마 아레나에서 개최된《Hello! Project 2007 Winter ~집결! 10th Anniversary~》콘서트에서 모닝구무스메。로서 첫 무대를 밟았다.
- 2월 8일,《우타방》에 음악방송 첫 출연.
- 2월 11일, 모닝구무스메。의 간판 프로그램《하로모니。》에 합류. 하지만 수록 시간의 문제때문인지《하로모니。아카데미》와《하로프로채널。》의 코너에만 출연했다. 그리고 하로프로채널。에서는 코너 최종회 직전에 리포터도 담당했다.
- 2월 14일, 싱글《笑顔YESヌード》로 CD 데뷔.
- 4월, 출신지인 시가현의 FM국 e-radio 방송《radio drive》내에서 자신의 첫 레귤러 라디오《모닝구무스메。미츠이 아이카의, 사랑 say hello》가 스타트.
- 5월 13일, 시부야 C.C.Lemon 홀에서 개최된《제1회 헬로! 프로젝트 신인 공연》에 출연.
- 9월 12일, 모닝구무스메。의 니이가키 리사, 큐트의 나카지마 사키, 오카이 치사토와 함께 신유닛 아테나&로비케로츠를 결성.
- 11월,《하로모니@》내 기획「키라링☆레볼루션」의 캐릭터『구롯상』역의 성우로 발탁된다.

2008년
- 4월 5일, 하치오지시 시민회관에서 열린『모닝구무스메。콘서트 투어 2008 봄 ~싱글 대전집~』 낮 공연 종료 후에 컨디션 난조를 호소하고, 같은 날 밤부터 다음 날인 4월 6일 공연에 결석했다. 결과 급성 맹장염을 진단 받고 2주간 안정 및 치료로, 12일과 13일 3회 공연도 결석하게 되었다.
- 9월 27일 - 11월 30일,『모닝구무스메。 콘서트 투어 2008 가을 ~리조난트 LIVE~』에서 첫 오리지널 솔로곡「私の魅力に気づかない鈍感な人」를 불렀다.

2009년
- 4월 3일, 공식 사이트에 가디언즈4에 참가하는 것이 발표되었다.
- 5월 15일, 공식 사이트에, 왼쪽 검지 발가락의 연골 일부가 박리를 일으켜 그 제거 수술을 받기 위해 23일 (오사카) · 24일 (도쿄)에서 열리는 신팬클럽 Hello! Project 발족 기념『하로프로☆미팅』에 참석하지 못하는 것이 발표되었다. 한편 수술을 마치고 5월 30일에 개최된『「しょうがない 夢追い人」발매 기념 이벤트』로 복귀했다.
- 6월 16일, 7월 15일에 발매된「チャンプル①〜ハッピーマリッジソングカバー集〜」에 수록된「赤いスイートピー」의 커버로 신생 탄포포 (탄포포#)가 결성되는 것이 발표된다.
- 7월,『Hello! Project 2009 SUMMER 혁명 원년 ~Hello! 챤푸루~』에서 탄포포#로 오리지널 곡「アンブレラ」를 가창.

2010년
- 10월 13일, DVD「리얼은 파이널」에 주연하는 것이 발표되었다.
- 12월 15일, 첫 솔로 사진집「愛佳」와 DVD「みっつぃー」가 발매되는 것이 발표되었다.

2011년
- 5월 10일, 공식 사이트에 병원에서 진찰을 받은 결과「좌거골피로 골절」이라는 진단 결과로 활동 중지하는 것이 발표되었다[1]. 다만 이벤트나 콘서트에는 스케줄 대로 참가하고 있어, 그 때의 퍼포먼스는 의자에 앉은 상태로 가고 있다.
- 7월 29일, 전기 피로 골절의 증상이 계속 때문에, 재차 약 8주간의 안정 · 요양이 필요라고 진단되어 좌골 신경통이라고 진단된 사야시 리호와 함께 다음 30일부터 8월 14일까지의『Hello! Project 2011 SUMMER』콘서트를 쉬는 것이 공식 사이트에서 발표되었다[2]. 그 후, 8월 25일에 출연 예정인『모닝구무스메。콘서트 투어 2011 가을 사랑 BELIEVE ~다카하시 아이 졸업기념 스페셜~』, 무대『리본 ~생명의 오디션~』에 출연하지 않는 것이 발표되었다[3](다만, 다카하시 아이 졸업 공연의 9월 30일에는 목발을 찔러 등장하고 있다)[4].

2012년
- 1월 12일, Ameblo에서 블로그 개시.
- 2월 18일,『모닝구무스메。콘서트 투어 2012 봄 ~울트라 스마트~』가 스타트. 재활 훈련 중이기 때문에 전편 참가는 아니기는 하지만, 약 반년 만에 콘서트 스테이지 상에서의 퍼포먼스에 본격적으로 참가했다.
- 5월 4일, 5월 18일에 행해진『모닝구무스메。콘서트 투어 2012 봄 ~울트라 스마트~ 니이가키 리사 졸업 스페셜』에서 니이가키 리사와 함께 모닝구무스메。를 졸업하는 것이 발표되었다[5].
- 5월 18일,『모닝구무스메。콘서트 투어 2012 봄 ~울트라 스마트~』에서 니이가키 리사와 함께 모닝구무스메。를 졸업. 졸업 후, 헬로! 프로젝트 멤버로서 재적한다.
- 7월,『Hello! Project 탄생 15주년 기념 라이브 2012 여름』에 MC로 해 마코토와 함께 출연.
- 10월 1일, 소속사 J.P ROOM으로 이적.
- 11월 7일, SATOYAMA movement부터 생긴 신유닛 GREEN FIELDS(그린 필즈)에 참가.

2013년
- 5월 8일 ~ 12일, 무대『옥상 원더 랜드』에 출연. 모닝구무스메。졸업 후 첫 본격적 무대 출연을 한다.
- 12월 31일, 영어를 배우기 위해 해외 유학으로 인해, 예능 활동을 휴지를 하는 것을 발표[6].

2015년
- 4월 24일, 유학을 끝내, 귀국했다고 블로그에서 발표했다[7]. 귀국 후, 헬로! 프로젝트를 포함한 업프런트 그룹의 라이브 등을 영어로 리포트하는 활동을 시작했다.

2016년
- 1월 1일, 나카노 선플라자에서 행해진『Hello! Project COUNTDOWN PARTY 2015 ~GOOD BYE & HELLO!~』제2부에 다카하시 아이, 니이가키 리사와 함께「모닝구무스메。OG」로서 출연. 현역 멤버(후쿠무라 미즈키, 이쿠타 에리나, 이이쿠보 하루나, 이시다 아유미)와 함께 퍼포먼스를 피로했다.
- 7월 4일, 실질적인 영어를 습득하기 위해, 최초의 유학처인 뉴질랜드로 되돌아간다고 블로그에 발표했다[8]。

2018년
- 11월 3일, 소속사와의 전속 매니지먼트 계약을 종료. 동시에 연예계 은퇴. 그 이후로는 뉴질랜드에서 배운 요리의 길에 가고 싶은 의향이라고 말했다[9][10].

## 출연

### 텔레비전
- 하로! 모닝구。(2007년, 테레비도쿄)
- 하로모니@ (2007년 4월 8일 ~ 2008년 9월 28일, 테레비도쿄)
- 키라링☆레볼루션 (테레비도쿄) - 구롯상 역할
- 요로센! (2008년 10월 6일 ~ 2009년 3월 27일, 테레비도쿄)
- 미녀방담 (2009년 2월 11일 · 18일, 테레비도쿄)
- 하로! SATOYAMA 라이프 (2012년 6월 7일 ~ 2013년 12월 28일, 테레비도쿄)
- 방언그녀。0 (2012년 10월, 히가시메이한넷 6)

### 라디오
레귤러
- 모닝구무스메。미츠이 아이카의, 사랑 say hello (2007년 4월 5일 ~ 2008년 9월 18일, e-radio)
- SATOYAMA in KANAGAWA (2012년 10월 3일 ~ 2014년 1월 15일, RF라디오닛폰) - 12:00 ~ 15:00「요코하마 라디안 스타일」프로그램 내

단발
- 하로프로야넨! (2007년 4월 20일, 27일, ABC 라디오)
- 아침까지 하로프로야넨!6 (2008년 6월 8일, ABC 라디오)
- TBC FUN 후루도 모레시모 닷슈 (2007년 7월 18일 ~ 27일, 10월 15일 ~ 26일, TBC 라디오）
- MBS 영타운 토요일 (2012년 3월 3일 · 24일 · 4월 7일 ~ 2013년 3월 30일, MBS 라디오) - 2012년 4월부터 레귤러
- ALMA KAMINIITO Sound Map (2013년 4월 6일 ~ , NACK5 · FM 아이치)

### DVD
- 리얼 숨바꼭질 파이널 (2011년 1월 7일) - 주연
- 미츠이 (2011년 1월 26일) - e-LineUP! 한정 판매

## 서적

### 사진집
- 1st 솔로 사진집「愛佳」(2011년 1월 26일, 업프런트 북스) ISBN 978-4-8470-4343-7

## 소속 유닛
- - 탄포포# (2009년 - 2018년)
- GREEN FIELDS (그린 필즈) (2012년 - 2018년)